# Orašje
Orašje je město v Bosně a Hercegovině. Je hlavním městem Posavského kantonu Federace Bosny a Hercegoviny, žije v něm 3 614 obyvatel (v celé připadající opčině 19 861 obyvatel). Nachází se u hranice s Chorvatskem, na břehu řeky Sávy. Z druhé strany se rozkládá město Županja. 
Město je centrem stejnojmenné općiny, která zahrnuje několik vesnic v blízkosti města u řeky Sávy. 
Město má stejný název jako sídlo, které se nachází v dobojském regionu Republiky srbské. Podle sčítání lidu z roku 1991 mělo město následující národnostní složení svého obyvatelstva: 47 % tvořili Bosňáci, 23 % Srbové a 15 % Chorvati. 15 % obyvatel se přihlásilo k jiným národnostem.
Orašjem prochází silnice spojující město Tuzla s chorvatskou Slavonií. Město nemá napojení na železniční síť; nejbližší nádraží se nachází v chorvatské Županji. 
V Orašji se nachází jednu mateřská, základní a střední škola.[zdroj?]

## Historie
Město vzniklo v 19. století. Založili jej muslimové, kteří byli během prvního a druhého srbského povstání vyhnání ze Srbska. Původní název města zněl Donja Azizija. Obyvatelstvo v okolí města bylo chorvatské národnosti. 

## Významné osobnosti
- Aleksandar Živković, fotbalista
- Bakir Beširević, bývalý fotbalista
- Edin Husić, fotbalista
- Marko Topić, bývalý fotbalista
- Mato Neretljak, bývalý fotbalista
- Miro Klaić, bývalý fotbalista
- Zdenko Baotić, fotbalista
- Ivo Gregurević, herec